# Darcyanthus spruceanus
Darcyanthus spruceanus ist eine Pflanzenart in der Familie der Nachtschattengewächse (Solanaceae). Es ist die einzige Art der Gattung Darcyanthus.

## Beschreibung

### Vegetative Merkmale
Darcyanthus spruceanus ist eine aufrecht wachsende, stark verzweigte, klebrige, krautige Pflanze, die eine Höhe von 0,5 bis 1,5 m erreicht. Auffällig ist die Behaarung der Pflanzen: Die jungen Triebe, Blätter, Blütenstiele und Kelche sind mit mehrzelligen Trichomen behaart, deren Mehrzahl drüsig ist und lang gestielt sind. Sie haben einen rosa-farbigen, ein- oder vielzelligen Kopf.
Die Laubblätter besitzen eine eiförmige oder langgestreckt eiförmige Blattspreite. Es werden zwei Größen von Blättern gebildet: Die kleineren sind 2,8 bis 3,9 × 1,5 bis 2,4 cm lang, die größeren 6 bis 8 (selten bis 14) × 2,9 bis 4,8 (selten bis 9,5) cm. Die Blattstiele sind 0,5 bis 0,8 cm lang.

### Blütenstände und Blüten
Die Blütenstände bestehen aus Büscheln von sieben bis zehn Blüten, die an dünnen, aufrechten oder gebogenen Blütenstielen von 5 bis 9 (nur selten bis 55) mm Länge stehen. Der Kelch ist etwa 2 mm lang, fünf-gezähnt. Die Kelchzähne sind dreieckig, leicht unterschiedlich in ihrer Größe und etwas breiter als lang, kürzer als die Kelchröhre. Die weiße mit violetten oder gelben Punkten versehene, radförmige oder radförmig-becherförmige Krone ist während der Blütezeit nur etwa 5 mm lang und hat einen Durchmesser von etwa 10 mm. Sie besteht aus einer sehr kurzen, fünfwinkeligen Röhre; dem Kronsaum fehlt der Trichomring an der Innenseite. 
Die etwa 1,3 mm langen Staubbeutel sind an der Basis oder der Rückseite der Basis an den etwas längeren und unbehaarten Staubfäden fixiert. Die Theka der Staubbeutel stehen im unteren 1/3 bis 1/4 frei voneinander, das Konnektivgewebe ist deutlich ausgeprägt. Etwa 1 mm lange, laterale Auswüchse der Staubblätter sind mit der Krone verwachsen.
Der Fruchtknoten ist etwas gestreckt, etwa 1 mm lang. Die Narbe ist scheibenförmig-köpfchenförmig, eingedrückt, zweilappig. Der Griffel ist umgekehrt pfriemförmig.

### Früchte und Samen
Die Früchte sind kugelförmige, etwas eingedrückte Beeren, die aufrecht oder herabhängend reifen und einen Durchmesser von 4 bis 5 mm haben. Sie werden von einem dicht anliegenden, sich vergrößerndem, dünnen Kelch umschlossen. Das Perikarp ist scharlachrot oder orange, dünn, nicht fleischig und mit Steinzellen versehen. Je Frucht werden 80 bis 100 nur 0,75 mm große Samen gebildet. Der Embryo ist kreisförmig gebogen, die Keimblätter sind kürzer als der restliche Embryo. Das Endosperm ist nicht knapp ausgebildet.

## Vorkommen
Die einzige Art der Gattung wächst in den Regenwäldern Perus und Boliviens in einer Höhe zwischen 150 und 1100 m. 

## Botanische Geschichte
Die Erstbeschreibung der Art als Physalis spruceana wurde 1961 von Armando Hunziker veröffentlicht. Im Jahr 2000 verschob er die Art jedoch in eine monotypische Gattung, die er zur Ehrung des im Jahr zuvor verstorbenen Biologen William D’Arcy Darcya benannte, die Art sollte dementsprechend Darcya spruceana heißen. Unter dem Namen Darcya war jedoch bereits eine Gattung aus der Familie der Braunwurzgewächse (Scrophulariaceae) beschrieben worden, so dass Hunziker kurz darauf neue Namen – die Gattung Darcyanthus mit der Art Darcyanthus spruceanus – vorschlug. Diese Veröffentlichung der neuen Namen war jedoch durch einen Formfehler entsprechend den Regeln des International Code of Botanical Nomenclature nicht gültig: Hunziker verwies nicht auf die genaue Seitenzahl der Veröffentlichung des falschen Namens Darcya, sondern auf einen Seitenbereich. Um diesen Fehler zu beheben, wurden die Namen Darcyanthus und Darcyanthus spruceanus noch einmal, dieses Mal formal korrekt, von Neil A. Harriman veröffentlicht.

## Nachweise